# Стари трг (Словењ Градец)
Стари трг (словен. Stari trg) је насељено место у општини Словењ Градец, Корушка регија, Словенија.

## Историја
До територијалне реорганизације у Словенији био је у саставу старе општине Словењ Градец.

## Становништво
У попису становништва из 2011. године, Стари трг је имао 629 становника.
| Број становника према пописима | Број становника према пописима | Број становника према пописима |
| ------------------------------ | ------------------------------ | ------------------------------ |
| 1991                           | 2002                           | 2011                           |
| 1.602                          | 627                            | 629                            |

Напомена: Године 1993. умањено за делове насеља који су припојени насељима Подгорје и Словењ Градец.